# 무안군의회
무안군의회는 전라남도 무안군 지역을 관할하는 기초의회이다.